# Bisernoye
Bisernoye är en sjö i Antarktis. Den ligger i Östantarktis. Australien gör anspråk på området. Bisernoye ligger 5 meter över havet.